# Ландр-э-Сен-Жорж
Ландр-э-Сен-Жорж (фр. Landres-et-Saint-Georges) — коммуна во Франции, находится в регионе Шампань — Арденны. Департамент коммуны — Арденны. Входит в состав кантона Бюзанси. Округ коммуны — Вузье.
Код INSEE коммуны — 08246.
Коммуна расположена приблизительно в 210 км к востоку от Парижа, в 65 км северо-восточнее Шалон-ан-Шампани, в 55 км к юго-востоку от Шарлевиль-Мезьера.

## Население
Население коммуны на 2008 год составляло 101 человек.
| 1962 | 1968 | 1975 | 1982 | 1990 | 1999 | 2008 |
| ---- | ---- | ---- | ---- | ---- | ---- | ---- |
| 206  | 217  | 180  | 158  | 128  | 113  | 101  |

## Администрация
| Период | Период | Фамилия         | Партия | Должность |
| ------ | ------ | --------------- | ------ | --------- |
| 2001   | 2008   | Бернар Де       |        |           |
| 2008   |        | Жан-Пьер Корней |        |           |

## Экономика
В 2007 году среди 54 человек в трудоспособном возрасте (15—64 лет) 36 были экономически активными, 18 — неактивными (показатель активности — 66,7 %, в 1999 году было 62,9 %). Из 36 активных работали 36 человек (22 мужчины и 14 женщин), безработных не было. Среди 18 неактивных 6 человек были учениками или студентами, 5 — пенсионерами, 7 были неактивными по другим причинам.

## Достопримечательности
- Церковь Ландр
- Часовня Сен-Жорж

## Фотогалерея

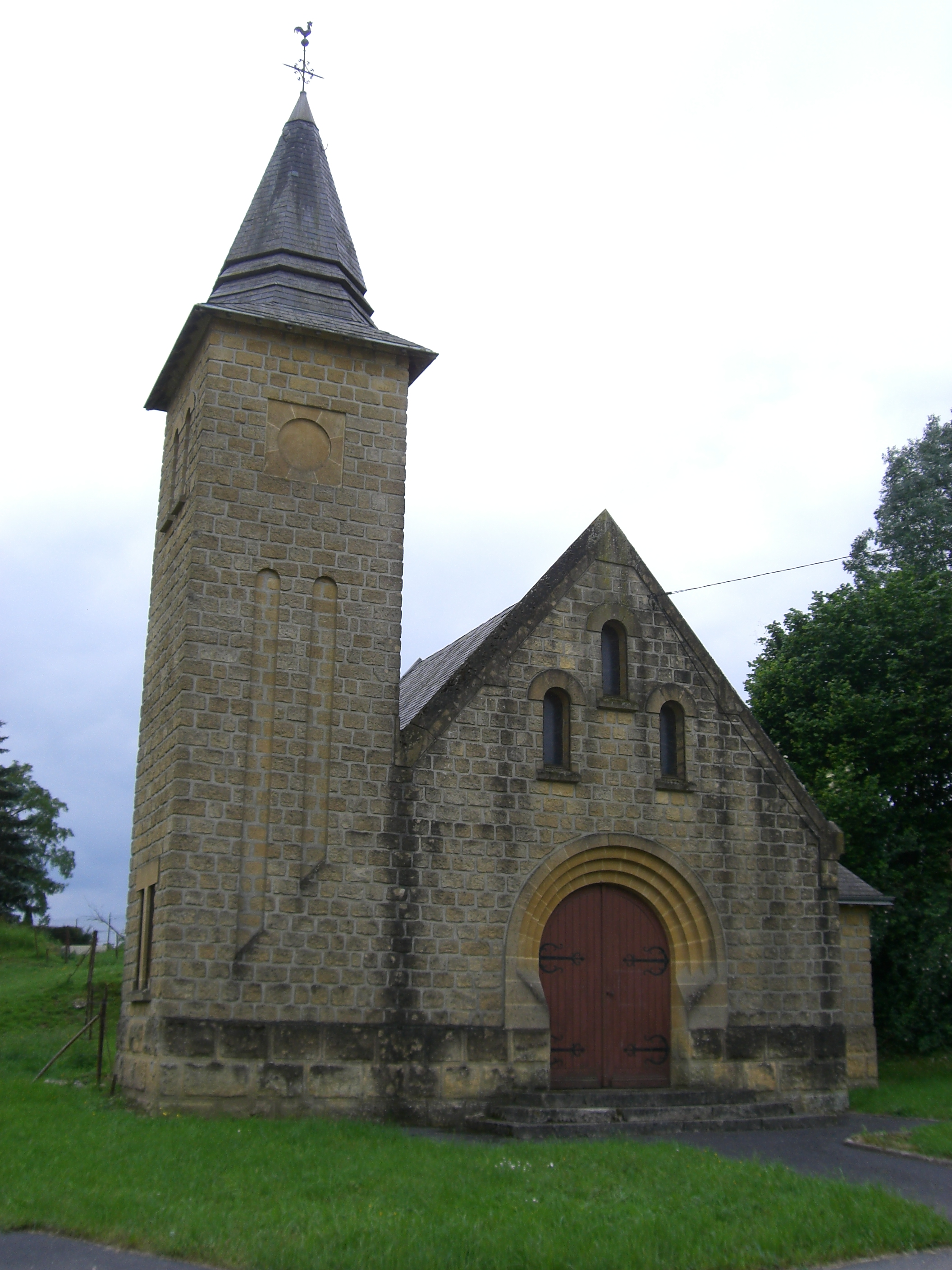
Часовня Сен-Жорж
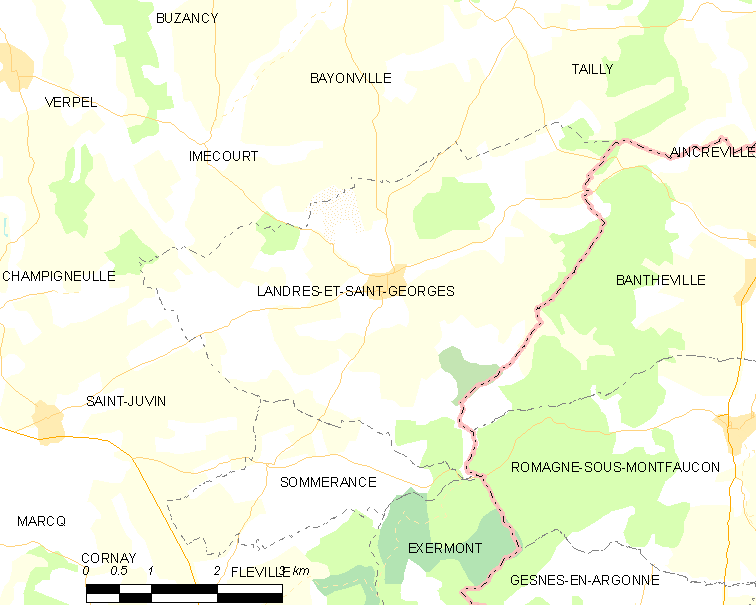
Карта коммуны